# Le Jeune Monsieur Pitt
Pour plus de détails, voir Fiche technique et Distribution.
Le Jeune Monsieur Pitt (The Young Mr. Pitt) est un film britannique réalisé par Carol Reed, sorti en 1942.

## Synopsis
En 1783, Le Parlement est conduit par une coalition entre Charles James Fox et Lord Frederick North. Le roi George III, qui ne les aime guère, est satisfait lorsqu'ils commencent à perdre de leur influence et décide de nommer Premier ministre William Pitt le Jeune. Pitt, dont le père, le comte de Chatham, était un important homme d'état, a seulement 24 ans et il a du mal à être pris au sérieux par les autres hommes politiques. Néanmoins, Pitt est déterminé à lutter contre la corruption et à redonner à l'Angleterre une place importante. Il décide de dissoudre le Parlement et, après qu'il a gagné largement les élections, il s'installe au 10 Downing Street et travaille à plusieurs réformes, y compris le renforcement de la Royal Navy.
Bien qu'il semble ne s'intéresser qu'au travail, Pitt tombe amoureux de la charmante Eleanor Eden, la fille de l'ambassadeur Lord Auckland.
Le temps passe, Pitt continue à son poste, alors qu'en France s'annoncent de grands bouleversements. Après que la France déclare la guerre à l'Autriche et envahit les Pays-Bas, Pitt reçoit la visite de Talleyrand, envoyé par Napoléon. Talleyrand invite l'Angleterre à rejoindre la France dans la conquête du monde, mais Pitt refuse, ajoutant que l'Angleterre tiendra sa promesse d'aider les Pays Bas s'ils sont attaqués.
Les années passent, l'Angleterre est toujours en guerre avec la France. La santé délicate de Pitt commence à lui peser lorsqu'il passe de longues heures à élaborer des stratégies, mais aussi à s'occuper de l'état du pays. Sa popularité vacille lorsqu'il rejette un traité de paix proposé par Talleyrand. Pitt sait que l'offre n'est pas sincères, et ses soupçons sont justifiés lorsque Napoléon redouble son effort de guerre. Pendant ce temps, sa vie personnelle souffre de son peu d'engouement pour sa situation financière, et surtout de l'accumulation de ses dettes. Il doit aussi mettre un terme à sa relation avec Eleanor, car il sait qu'il ne sera jamais assez libre pour l'épouser. Déterminé à vaincre Napoléon en Méditerranée, Pitt fait confiance à l'amiral Nelson, malgré l'opposition entre autres de Fox. Nelson remporte une victoire décisive, et plus tard Napoléon renouvelle une offre de paix. L'intention de Napoléon est de diviser le peuple anglais, alors même qu'il renforce sa puissance militaire. Ses plans réussissent lorsque Pitt est obligé de démissionner.
Après qu'Eleanor a épousé un autre homme et qu'Addington a été nommé premier ministre, Pitt s'installe dans une semi-retraite à la campagne. Quelques années passent, la guerre avec la France continue, et même Fox en vient à demander à Pitt de revenir au gouvernement. Le médecin de Pitt le met en garde, il mourra s'il retrouve le stress du commandement, mais Pitt redevient premier ministre. Pitt enjoint à Nelson de battre la marine de Napoléon, ce qu'il fait en 1805, en y laissant la vie, à la bataille de Trafalgar. Très malade, Pitt s'accorde un verre de son bien-aimé porto plutôt que de prendre ses médicaments.

## Fiche technique
- Titre original : The Young Mr. Pitt
- Titre français : Le Jeune Monsieur Pitt
- Réalisation : Carol Reed
- Scénario : Sidney Gilliat, Frank Launder
- Direction artistique : Alex Vetchinsky
- Décors : Cecil Beaton
- Costumes : Cecil Beaton, Elizabeth Haffenden
- Photographie : Freddie Young
- Direction musicale, musique additionnelle et arrangements : Louis Levy
- Son : William Salter
- Montage : R. E. Dearing (en)
- Production : Edward Black, Maurice Ostrer
- Société de production : Twentieth Century-Fox Productions
- Société de distribution : Twentieth Century Fox Film Company
- Pays d'origine :  Royaume-Uni
- Langue originale : anglais
- Format : Noir et blanc — 35 mm — 1,37:1 — son mono
- Genre : Film biographique
- Durée : 118 minutes
- Dates de sortie : Royaume-Uni : 21 septembre 1942

## Distribution
- Robert Donat : William Pitt / Comte de Chatham
- Robert Morley : Charles James Fox
- Phyllis Calvert : Eleanor Eden
- John Mills : William Wilberforce
- Geoffrey Atkins : William Pitt, enfant
- Jean Cadell : Mrs Sparry
- Raymond Lovell : le roi George III
- Agnes Loughlan : la reine Charlotte
- Felix Aylmer : Lord Frederick North
- Ian Maclean : Dundas
- Max Adrian : Richard Brinsley Sheridan
- Bromley Davenport : Sir Evan Nepean
- John Salew : Smith
- Herbert Lom : Napoléon
- Albert Lieven : Talleyrand
- Stephen Haggard : Lord Horatio Nelson
- Stuart Lindsell : Comte Spencer
- Henry Hewitt : Henry Addington
- Frederick Culley : Sir William Farquhar
- Frank Pettingell : Barker
- Leslie Bradley : Gentleman Jackson
- Roy Emerton : Daniel Mendoza
- Hugh McDermott : M. Melvill
- Alfred Sangster : Lord Grenville
- David Horne : le maire
- Frederick Leister (non crédité) : Lord Auckland